# 24 Capricci
I 24 Capricci op. 1 sono composizioni per violino solo di Niccolò Paganini pubblicate nel 1820, la cui composizione risale al periodo tra il 1803 e il 1817.
Sono composizioni di carattere estremamente  virtuosistico, con una grande varietà di tecniche violinistiche come picchettati, ricochet, ottave, decime e pizzicati con la mano sinistra.
Una particolarità di questi Capricci è rappresentata dalle indicazioni espressive scritte da Paganini come "imitando il flauto" o "imitando il corno".
Altro elemento particolare è la dedica, un generico "Agli artisti", a indicare tutti i musicisti professionisti di buon livello, ma non gli amatori. A questa dedica si aggiungono una serie di note leggibili sugli spartiti privati di Paganini, datate tra il 1832 e il 1840, riportanti il nome di una persona diversa sopra ad ognuno dei ventiquattro Capricci – eccezion fatta per il ventitreesimo – permettendo di presumere che a egli sia dedicato il brano.
Sono elaborate dai temi dei Capricci numerose composizioni, come l'op. 10 di Schumann (6 studi da concerto), i 6 studi d'esecuzione trascendentale di Liszt (da non confondere coi più famosi 12 Studi d'esecuzione trascendentale), le Variazioni su un tema di Paganini di Brahms e la Rapsodia su un tema di Paganini di Rachmaninov. Queste ultime due sono composte sul tema del ventiquattresimo Capriccio.

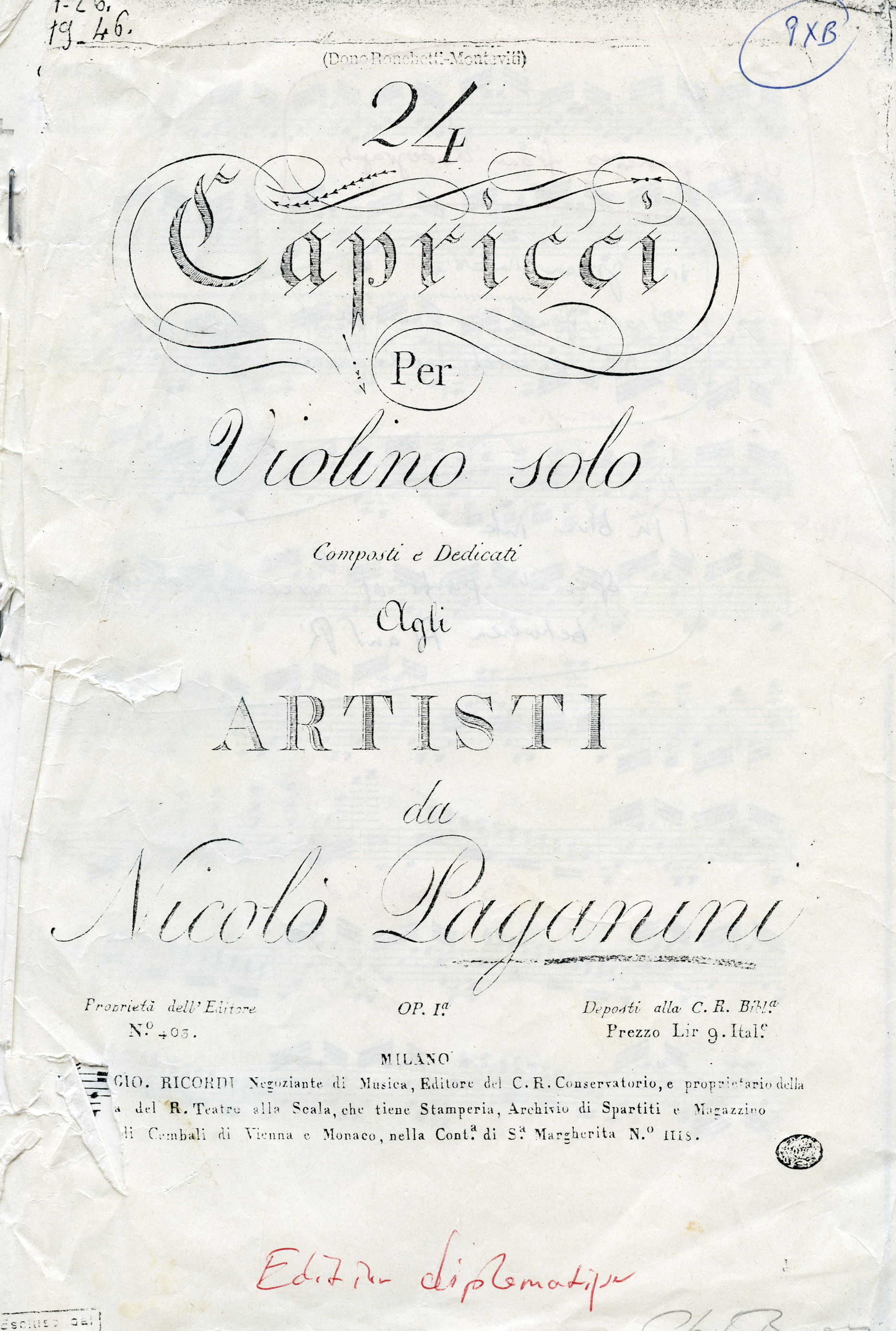
Frontespizio della prima edizione dei 24 Capricci di Paganini (Ricordi 1820)

## La lista dei 24 Capricci
- Capriccio n.1: Andante (Mi maggiore) detto anche "L'Arpeggio", questa composizione è caratterizzata dal rimbalzo della mano su tutte le 4 corde. Il pezzo si apre in Mi maggiore e poi rapidamente si trasforma in una sezione di sviluppo in Mi minore, dove vengono introdotte le scale discendenti in terza.
- Capriccio n.2: Moderato (Si minore). Il secondo capriccio si concentra sul detache con molti incroci sulle corde non adiacenti.
- Capriccio n.3: Sostenuto, Presto (Mi minore). È caratterizzato dal legato con trilli nell'introduzione e nella conclusione.
- Capriccio n.4: Maestoso (Do minore). È un esercizio caratterizzato da passaggi con bicordi sulle terzine.
- Capriccio n.5: Agitato (La minore). Inizia e finisce con una sezione di arpeggi ascendenti seguiti da scale discendenti.
- Capriccio n.6: Lento (Sol minore). È soprannominato "Il trillo". Il sesto capriccio sfrutta l'uso del tremolo della mano sinistra sul violino alternando rapidamente diverse note dell'accordo su una delle voci. Una melodia viene suonata in una riga con un tremolo che si verifica su un altro.
- Capriccio n.7: Posato (La minore). Questo capriccio si concentra su passaggi di staccato, con molte scale e arpeggi lunghi.
- Capriccio n.8: Maestoso (Mi bemolle maggiore). Si concentra sul sostenere una nota più bassa mentre suona una melodia più alta allo stesso tempo, nel frattempo incorpora molti trilli e doppie corde.
- Capriccio n.9: Allegretto (Mi maggiore). È soprannominato "La caccia"; le corde LA e MI del violino imitano i flauti ("Sulla tastiera imitando il Flauto"), mentre le corde SOL e RE imitano il corno ("imitando il Corno sulla 3ª e 4ª corda"). Principalmente uno studio di doppia corda, con rimbalzo nella sezione centrale.
- Capriccio n.10: Vivace (Sol minore). Questo capriccio è principalmente uno studio in staccato, con note staccate intervallate da accordi, trilli e incroci di corde distanti.
- Capriccio n.11: Andante, Presto (Do maggiore). L'undicesimo capriccio inizia e termina con sezioni che richiedono più voci, contenenti un passaggio costituito da molte note punteggiate che salta rapidamente su e giù per la scala.
- Capriccio n.12: Allegro (La bemolle maggiore). Questo capriccio consiste in un motivo di una melodia su una corda superiore che si alterna con una nota su una corda in basso, costringendo il violinista ad allungare grandi distanze mantenendo un dito sulla corda della nota di sottofondo.
- Capriccio n.13: Allegro (Si bemolle maggiore), è soprannominato "La risata del diavolo". Il brano inizia con una scala simile a passaggi a doppia corda a velocità moderata. La seconda parte consiste in corse ad alta velocità che esercitano la flessibilità della mano sinistra e il cambio di posizione, e il cambio di corda ad alta velocità della mano destra e il destreggiarsi con lo staccato.
- Capriccio n.14: Moderato (Mi bemolle maggiore). Il quattordicesimo capriccio mostra la capacità del violino di suonare accordi. Stilisticamente, il pezzo imita le fanfare di ottoni.
- Capriccio n.15: Posato (Mi minore). Il brano inizia con un breve passaggio di ottave alte parallele, continuando su arpeggi ascendenti e scale discendenti.
- Capriccio n.16: Presto (Sol minore).
- Capriccio n.17: Sostenuto, Andante (Mi bemolle maggiore). La corda di LA suona numerose note di trenta secondi sulle corde LA e MI che dialogano avanti e indietro con esecuzione della tecnica della doppia corda sulle due corde inferiori. La sezione centrale è famosa per il passaggio delle ottave incredibilmente difficile.
- Capriccio n.18: Corrente, Allegro (Do maggiore). L'introduzione del capriccio 18 dimostra come suonare sulla corda SOL in posizioni molto alte. Questa parte del brano è seguita da una rapida esecuzione di scale di terzine.
- Capriccio n.19: Lento, Allegro assai (Mi bemolle maggiore). Qui ci sono molte ottave all'inizio; poi ci sono incroci tra le corde di SOL e LA; questa parte è seguita da rapidi cambiamenti di posizione sul SOL
- Capriccio n.20: Allegretto (Re maggiore). Questo brano è famoso per l'uso sostenuto della corda di RE, in contrapposizione ad una melodia sulle corde LA e MI, imitando una cornamusa. Segue un passaggio rapido di sedicesimi con trilli e staccato rapidissimo.
- Capriccio n.21: Amoroso, Presto (La maggiore). Questo brano inizia con una melodia molto espressiva, simile ad un'aria. Questa parte del brano è seguita da una sezione di rapido staccato.
- Capriccio n.22: Marcato (Fa maggiore). Questo brano esplora molti tipi di doppie e triple corde implementa vari elementi tra cui incroci e tremolii
- Capriccio n.23: Posato (Mi bemolle maggiore). Questo brano inizia con una melodia in tonalità. La sezione centrale a contrasto è un formidabile esercizio di incroci di corde: richiede al violinista di riprodurre trame di tre semicrome sulla corda di SOL e quindi attraversare rapidamente la tastiera del violino per suonare sulla corda di MI, quindi tornare alla corda di SOL il tutto a un tempo molto veloce
- Capriccio n.24: Tema con variazioni. Quasi presto (La minore). Il tema del brano è ben noto ed è stato utilizzato come base per molti brani da un'ampia varietà di compositori. Questo capriccio utilizza una vasta gamma di tecniche avanzate come scale e arpeggi tremendamente veloci, doppie e triple corde, pizzicato, ottave e decime parallele.